# 萧至忠
萧至忠（？—713年7月29日）是南兰陵人。唐朝政治人物。

## 生平
萧至忠是萧德言的曾孙，后來搬到沂州（山东枣庄）一代居住。
萧至忠早年曾擔任伊阙、洛阳尉等職位。神龙初年，依附武三思，自吏部员外郎擢拔為御史中丞，又迁吏部侍郎。不久升迁為中书侍郎，兼中书令。睿宗時，離開京城擔任晋州刺史一職。先天二年，再起用为中书令。曾與窦怀贞、魏知古等撰《姓族系录》200卷。
萧至忠后來因為依附太平公主，死於先天政變。时人哀叹說：“九個世代都有人擔任公卿的世族，卻因為一次行為導致的災難而被消滅，這真讓人感到悲哀啊！”

## 家族

### 祖父
- 萧沈，官至太子洗马、朝散大夫

### 父
- 萧安节，相王府兵曹参军，赠徐州刺史

### 弟弟
- 萧元嘉，官至谏议大夫
- 萧广微，官至工部员外郎

### 妹妹
- 萧大通，嫁来恒的儿子来景晖
- 萧至忠有妹嫁乐安蒋氏，生女蒋无尽灯，嫁岩邑府折冲范阳卢涀。

### 子女
- 萧衡
- 萧衎
- 萧随
- 萧氏，嫁汝州司兵参军幽州大都督府士曹参军李潛
- 萧氏，第三女，早亡后冥婚韦皇后之弟韦洵
- 萧氏，嫁崔无诐

## 延伸阅读
[在维基数据编辑]
 在维基文库阅读此作者作品
 《舊唐書·卷92》，出自刘昫《舊唐書》
 《新唐書·卷123》，出自《新唐書》